# Günter Lanczkowski
Günter Lanczkowski (* 18. Mai 1917 in Kassel; † 1. August 1993 in Heidelberg) war ein deutscher Religionswissenschaftler und Altamerikanist.

## Leben
Günter Lanczkowski legte 1937 das Abitur ab und studierte Religionsgeschichte, Orientalistik, Evangelische Theologie, Philosophie, Indologie und Tibetologie. Er wurde im Oktober 1939 zur Wehrmacht eingezogen und geriet in Kriegsgefangenschaft. Nach dem Zweiten Weltkrieg wurde er 1947 mit einer religionswissenschaftlichen Untersuchung über Die Bedeutung des indischen Denkens für Richard Wagner und seinen Freundeskreis an der Universität Marburg zum Dr. phil. promoviert. 1960 habilitierte er sich an der Universität Heidelberg mit einer Arbeit über altägyptischen Prophetismus. Trotz seiner ägyptologischen Orientierung erhielt er in Heidelberg die Lehrberechtigung als Privatdozent für Religionsgeschichte. 1967 wurde er zum außerplanmäßigen Professor für Religionsgeschichte an der Universität Heidelberg ernannt, 1978 zum Professor. 1982 wurde er emeritiert. Von 1984 bis 1986 übernahm er die Lehrstuhlvertretung für Religions- und Missionswissenschaft an der Universität Mainz. Von 1986 bis 1988 hatte er schließlich als unmittelbarer Nachfolger Eugen Bisers den Guardini-Lehrstuhl in München inne.
Günter Lanczkowski stand der Methode der Religionsphänomenologie nahe. Seit 1956 gehörte er dem Vorstand des deutschen Zweigs der Internationalen Vereinigung für Religionsgeschichte an. Von 1956 bis zu seinem Tod war er mit der Theologin Johanna Lanczkowski, geborene Büchner, verheiratet. Sein Sohn war der Schriftsteller Clemens Lanczkowski (1958–1995).

## Veröffentlichungen (Auswahl)
- Heilige Schriften: Inhalt, Textgestalt und Überlieferung. Stuttgart 1956.
- Das Königtum im mittleren Reich. In: La regalitá sacra. 1959.
- Altägyptischer Prophetismus. Wiesbaden 1960 (Habilitationsschrift).
- Fragen des religiösen Geschichtsverständnisses. In: Saeculum. Band 12, 1961.
- Religionswissenschaft als Problem und Aufgabe. Tübingen 1965.
- Neuere Forschungen zur Mythologie. In: Saeculum. Band 19, 1968.
- Begegnung und Wandel der Religionen. Düsseldorf 1971.
- Geschichte der Religionen. Frankfurt am Main 1972.
- Selbstverständnis und Wesen der Religionswissenschaft. Darmstadt 1974.
- Die neuen Religionen. Frankfurt am Main 1974.
- Geschichte der Religionen. Frankfurt am Main 1975, 1977.
- Einführung in die Religionsphänomenologie. Darmstadt 1978.
- Das Menschenbild in den Religionen: religionsphänomenologische Texte für die Sekundarstufe II. Göttingen 1979.
- Einführung in die Religionswissenschaft. Darmstadt 1980.
- Einführung in die Religionsgeschichte. Darmstadt 1983.
- Götter und Menschen im alten Mexiko. Olten 1984.
- Die Religionen der Azteken, Maya und Inka. Darmstadt 1989.
- Geschichte der nichtchristlichen Religionen. Frankfurt am Main 1989.